# Joško Pleško

Joško Pleško (2. listopada 1937. – 8. kolovoza 2019.) je bio hrvatski nogometaš. Bio je prvotimac Hajduka krajem 50-ih godina, a kasnije je karijeru nastavio u RNK Split. Bio je u sastavu Splita dok je klub bio u 1. saveznoj ligi 1960/61. 
Statistika u Hajduku
| Natjecanje        | Nastupi | Zgoditci |
| ----------------- | ------- | -------- |
| Prvenstvo         | 5       | 1        |
| Kup               | 1       | 0        |
| Superkup          | 0       | 0        |
| Međunarodne       | 0       | 0        |
| Splitski podsavez | 0       | 0        |
| Ukupno            | 6       | 1        |
| Prijateljske      | 13      | 3        |
| Sveukupno         | 19      | 4        |